# Янгільдінське сільське поселення
Янгі́льдінське сільське поселення (рос. Янгильдинское сельское поселение) — муніципальне утворення у складі Козловського району Чувашії, Росія. Адміністративний центр — село Янгільдіно.

## Населення
Населення — 626 осіб (2019, 753 у 2010, 907 у 2002).

## Склад
До складу поселення входять такі населені пункти:
| Населений пункт     | Населення, осіб (2002) | Населення, осіб (2010) |
| ------------------- | ---------------------- | ---------------------- |
| Альменево, присілок | 224                    | 157                    |
| Масловка, присілок  | 62                     | 52                     |
| Семенчино, присілок | 168                    | 160                    |
| Янгільдіно, село    | 453                    | 384                    |